# Calocedrus
Calocedrus is de botanische naam van een geslacht uit de cipresfamilie (Cupressaceae).

## Soorten
- Calocedrus decurrens
- Calocedrus formosana
- Calocedrus macrolepis
- Calocedrus rupestris